# Unquadnili
Unquadnili, o unquadnilium (també anomenat eka-Tori o dvi-Ceri) és un element químic no sintetitzat de nombre 140 i de símbol Uqn. Consta en la Taula periòdica estesa.
Unquadnili és un nom sistemàtic temporal de la IUPAC.

## Nomenclatura
Unquadnili és un nom temporal que apareix en articles i pàgines sobre la recerca de l'element 140. Atès que encara no s'ha sintetitzat (o descobert), no existeix molta informació sobre aquest element.

## Significat
És un element amb una capa d'electrons del tipus G ple, amb 18 electrons, i dos electrons en l'orbital f.
A mesura que s’allunya de l'illa d'estabilitat (no superior a Z ≈ 127), els àtoms sintetitzats haurien de ser ràpidament extremadament inestables, fins al punt que Z ≈ 130 se cita amb freqüència com a límit "experimental" de l'existència pràctica d'aquests elements; per tant, no és segur que l'element 140 es pugui detectar algun dia amb eficàcia.